# Gustav de Vries
Gustav de Vries (22 janvier 1866 - 16 décembre 1934) est un mathématicien néerlandais, dont on se souvient surtout pour son travail sur l'équation de Korteweg-de Vries avec Diederik Korteweg. 

## Biographie
Il est né le 22 janvier 1866 à Amsterdam et étudie à l'Université d'Amsterdam avec le physicien chimiste Johannes Diderik van der Waals et avec Korteweg. Pendant ses recherches doctorales, De Vries subvient à ses besoins en enseignant à l'Académie royale militaire de Bréda (1892-1893) et à la "cadettenschool" d'Alkmaar (1893-1894). Sous la direction de Korteweg, De Vries termine sa thèse de doctorat : Bijdrage tot de kennis der lange golven, (Contributions à la connaissance des ondes longues) . L'année suivante, Korteweg et De Vries publient le document de recherche On the Change of Form of Long Waves advance in a Rectangular Canal and on a New Type of Long Stationary Waves, . En 1894, De Vries travaille comme professeur de lycée à la "HBS en Handelsschool" à Haarlem, où il reste jusqu'à sa retraite en 1931. Il meurt à Haarlem le 16 décembre 1934. L'Institut de mathématiques Korteweg-de Vries porte son nom.